# Birkir Bjarnason
Birkir Bjarnason (Akureyri, 27 maggio 1988) è un calciatore islandese, centrocampista svincolato.
È soprannominato Thor e il Vichingo.

## Caratteristiche tecniche
Forte fisicamente e combattivo, duro nei contrasti, resistente, con buona elevazione e bravo anche in progressione. Sa sacrificarsi per gli equilibri tattici della squadra, abile negli inserimenti senza palla, riesce anche a coniugare una discreta tecnica con un'ottima fisicità che gli permette di non sprecare palloni.
Calcia con entrambi i piedi essendo ambidestro, ma in zona gol riesce a rendersi pericoloso soprattutto di testa, qualità che sfrutta in entrambe le fasi di gioco offensiva e difensiva. Gioca principalmente come centrocampista, ma grazie alla sua duttilità può giocare anche come incontrista o mezz'ala sinistra Ha un buon dinamismo abbinato alla sua consistenza fisica.

## Carriera

### Club

#### Gli inizi e il Viking

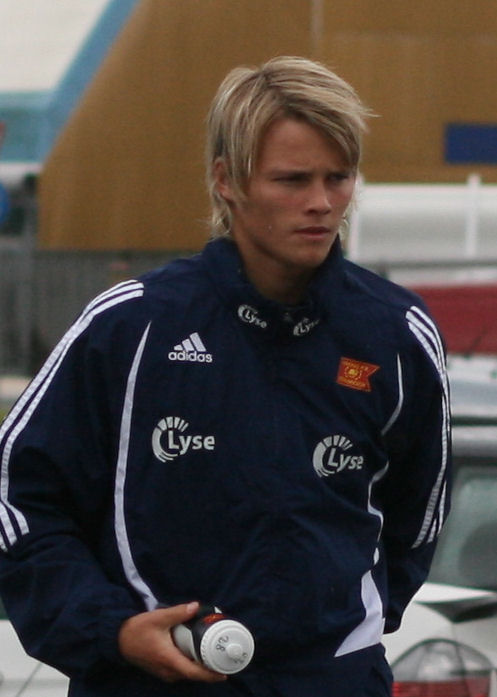
Birkir Bjarnason ai tempi del Viking nel 2007.

Cresciuto nelle giovanili degli islandesi del Knattspyrnufélag Akureyrar prima e in quelle norvegesi dell'Austrått e del Figgjo poi, nell'estate 2005 viene acquistato dal Viking.
Debutta in prima squadra il 30 novembre 2005, durante la gara di Coppa UEFA CSKA Sofia-Viking 2-0, subentrando al 79' a Trygve Nygaard. Il 9 aprile 2006 esordisce in Tippeligaen, giocando da titolare nel pareggio a reti inviolate contro lo HamKam. Il 17 settembre seguente realizza la sua prima rete nella massima divisione norvegese, siglando il gol del definitivo 3-1 contro lo Stabæk. Nella stagione seguente gioca solo 6 partite, di cui 5 da subentrante, totalizzando solamente 180 minuti effettivi di gioco.

#### Il prestito al Bodø/Glimt e il ritorno al Viking
Nel 2008, dopo 25 presenze ed un gol con il Viking, viene ceduto in prestito al Bodø/Glimt. Gioca il suo primo incontro con il nuovo club il 30 marzo, quando sostituisce Runar Berg nella gara vinta 2-0 contro il HamKam. Il 6 aprile segna la sua prima rete con la squadra di Bodø, nella partita persa per 3-1 in casa del Lyn. Chiude la stagione con 26 incontri totali disputati e 5 reti segnate.
La stagione seguente torna al Viking dove riesce a ritagliarsi uno spazio importante nella formazione titolare. Nella prima stagione dal ritorno gioca 30 partite della Tippeligaen siglando 7 reti, riuscendo persino il 5 luglio 2009 a realizzare la sua prima doppietta da professionista durante la partita Viking-Lillestrøm 4-2.
Nelle due stagioni successive gioca altre 50 partite, di cui 43 da titolare, mettendo a segno 8 gol. Il 31 dicembre 2011, non avendo rinnovato il suo contratto con i Di mørkeblå, va in scadenza e rimane svincolato.

#### Standard Liegi e Pescara
Il 13 gennaio 2012 si trasferisce in Belgio allo Standard Liegi. Disputa il suo primo incontro nella Pro League il 22 gennaio 2012, subentrando al 74º a Sébastien Pocognoli nel pareggio per 0-0 sul campo del Westerlo. Conclude la sua mezza stagione con i Les Rouches giocando 10 partite in Jupiler Pro League, 6 nei play-off, 3 di Europa League ed una di Coppa del Belgio.
Nell'estate del 2012 passa in prestito alla società italiana del Pescara. Il 1º settembre gioca la sua prima partita di Serie A, venendo schierato nella formazione titolare che perde 3-0 contro il Torino. Il 2 dicembre 2012 allo Stadio San Paolo di Napoli realizza il suo primo gol in Italia nella partita Napoli-Pescara 5-1. Trova il suo secondo gol nel pareggio in trasferta sul campo del Palermo.
A fine anno i Delfini, anche se retrocessi in Serie B, decidono di riscattare l'intero cartellino del giocatore.

#### Sampdoria e il ritorno al Pescara
La stagione seguente gioca da titolare la prima partita di campionato contro la Juve Stabia ma il 2 settembre 2013 la Sampdoria comunica di aver acquisito a titolo di compartecipazione, i diritti sportivi dell'islandese. Il 15 settembre seguente esordisce con la maglia blucerchiata giocando dal primo minuto il Derby della Lanterna contro il Genoa (0-3). Il 5 dicembre 2013 realizza invece la sua prima rete con i Doriani siglando il gol del momentaneo 2-0 nella sfida di Coppa Italia Samp-Verona 4-1. La stagione si conclude con 14 presenze in Campionato e 2 presenze ed un gol in Coppa Italia.
Il 20 giugno 2014, la Sampdoria comunica di aver perso alle buste la metà del cartellino del giocatore, che torna così al Pescara a titolo definitivo.
Il 16 agosto torna a giocare una partita ufficiale con i Biancazzurri, si tratta del secondo turno di Coppa Italia dove il Pescara affronta e vince ai rigori contro il Renate. Il 6 dicembre va in gol nel 4-0 del Pescara contro la Pro Vercelli. Il 7 febbraio segna a pochi minuti dallo scadere il gol del definitivo 1-1 contro il Cittadella. Il 24 maggio, all'ultima giornata di campionato, segna la sua prima doppietta in maglia biancoazzurra, nella partita vinta per 3-0 contro il Livorno. Segna ai preliminari vinti con il Perugia (2-1) e al ritorno delle semifinali pareggiato con il Vicenza (2-2), risultando importante per il raggiungimento della doppia finale persa con il Bologna, dove salterà il ritorno. In totale sono 12 i suoi gol tra campionato e play off nella sua migliore stagione a rivello realizzativo.

#### Basilea
Il 9 luglio 2015 viene acquistato dal Basilea, con cui firma un contratto triennale, per circa 2 milioni di euro, vincendo il campionato svizzero.

#### Aston Villa
Il 25 gennaio 2017 durante la sessione invernale di calciomercato passa all'Aston Villa squadra inglese militante in Championship (seconda serie inglese) per 3 milioni di euro, con cui firma un contratto di un anno e mezzo. Il 22 agosto 2017 segna la sua prima rete con la maglia dei Villans nella partita interna di English Football League Cup vinta 4-1 sul Wigan. Il 1º gennaio 2018 segna la sua prima rete in campionato nella vittoria per 5-0 contro il Bristol City.
Nell'agosto 2019 scade il proprio contratto con la squadra di Birmingham e rimane svincolato.

#### Al Arabi
Il 16 ottobre 2019 si accasa all'Al-Arabi, in Qatar, tramite un accordo trimestrale. Gioca 5 partite realizzando un gol, nella partita pareggiata per 2-2 contro l'Al-Wakrah, e a fine contratto rimane svincolato.

#### Brescia
Il 18 gennaio 2020 firma un contratto di diciotto mesi con il Brescia. Debutta con la squadra lombarda il giorno successivo, nel pareggio interno col Cagliari (2-2), giocando l'intero secondo tempo. Il primo gol con le rondinelle lo segna nella successiva stagione di Serie B, nella partita contro la Salernitana del 12 dicembre 2020, in cui segna la rete del definitivo 3-1 per i lombardi. Tuttavia, nella prima parte di stagione troverà poco spazio, venendo tuttavia rilanciato come titolare con l'arrivo di Clotet sulla panchina delle Rondinelle. Con il nuovo allenatore, ritroverà la sua forma ideale e chiuderà la stagione con 6 reti e 3 assist in 26 presenze, per la maggior parte nella seconda metà di stagione. Tuttavia, non rinnoverà il contratto con il Brescia che scadrà il 30 giugno 2021.

#### Adana Demirspor e ancora al Viking
Il 12 agosto 2021 firma per l'Adana Demirspor. Esordisce nella Super Lig il 20 agosto, nel pareggio interno con il Kayserispor (1-1). Il 18 settembre, nella prima partita da titolare, troverà il suo primo gol in Turchia, segnando il 3-1 finale ai danni del Caykur Rizespor. Chiuderà la prima stagione all'Adana Demirspor con 5 gol e 1 assist in 32 presenze.
Il 31 marzo 2023 fa ritorno in Norvegia, al Viking, firmando un contratto annuale.

#### Ritorno al Brescia
Il 10 agosto 2023 viene ufficializzato il suo ritorno al Brescia. L'esordio-bis con le Rondinelle avviene il 3 settembre, in Brescia-Cosenza, proprio un suo gol decide l'incontro terminato 1-0.

### Nazionale

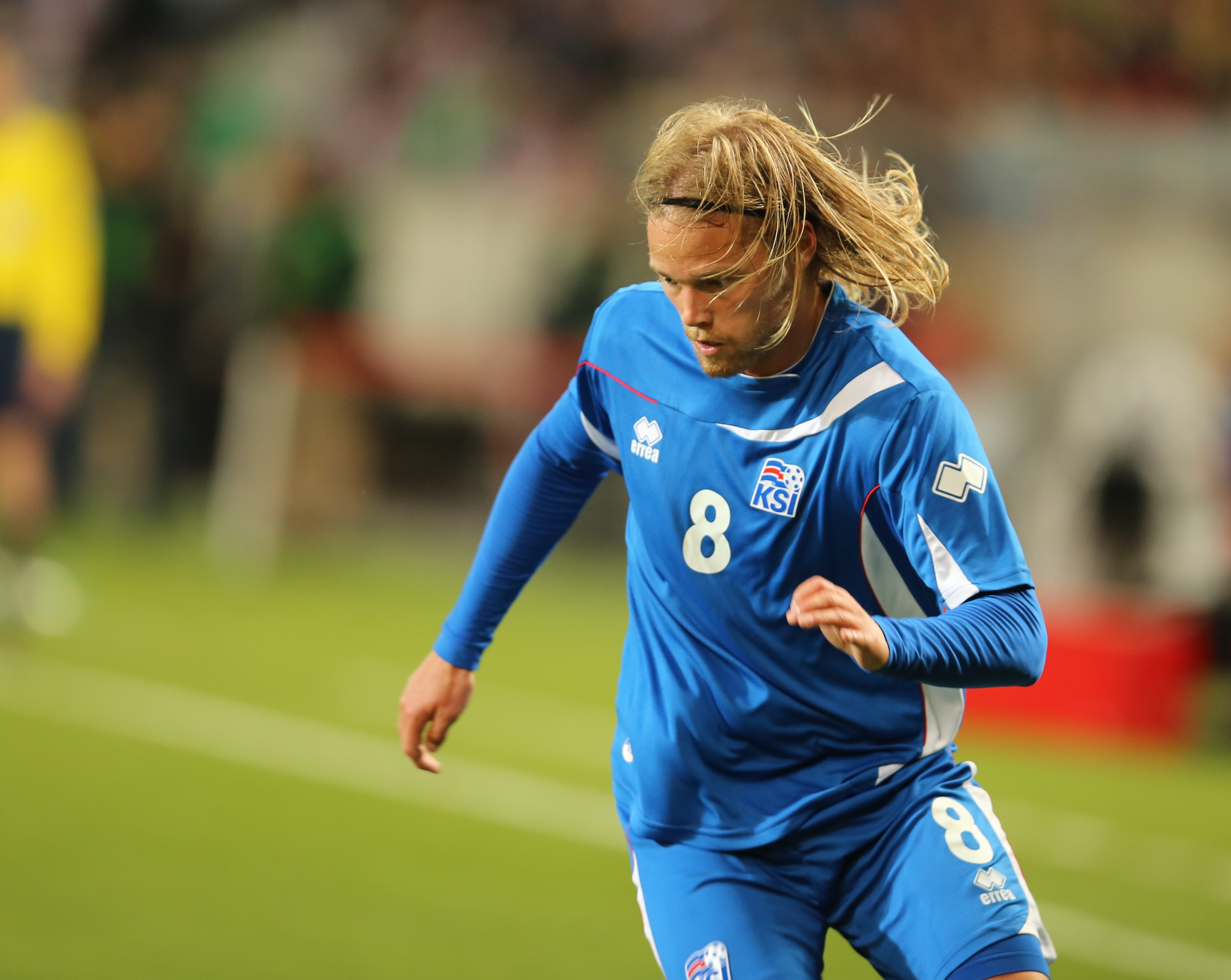
Bjarnason in azione con la maglia della nazionale islandese nel 2014.

Dopo aver giocato 22 partite con 5 gol tra Under-17 e Under-19, il 16 ottobre 2007 Birkir esordisce in Under-21 giocando da titolare la partita Islanda-Austria 1-1.
Il 29 maggio 2010 esordisce invece in nazionale maggiore nella partita Islanda-Andorra 4-0, giocando gli interi 90 minuti di gioco.
Nel giugno 2011 prende parte all'Europeo Under-21 giocando 3 partite della competizione e riuscendo il 18 giugno a segnare anche un gol nella partita vinta contro la Danimarca per 3 a 1.
Il 27 maggio 2012 realizza la sua prima rete con la nazionale islandese, siglando il gol del provvisorio 1 a 0 nella partita Francia-Islanda 3-2.
Birkir va a segno anche in altre tre occasioni: il 12 ottobre 2012 a Tirana in Albania-Islanda 1-2, il 7 giugno 2013 in Islanda-Slovenia 2-4 e il 10 settembre seguente nella partita vinta dall'Islanda 2-1 sull'Albania. Questa sua rete contro l'Albania è stata l'ultima fino al 28 marzo 2015, giorno in cui è tornato a segnare con l'Islanda realizzando una doppietta contro il Kazakistan. Viene convocato per gli Europei 2016 in Francia.. Il 14 giugno, nella partita di debutto contro il Portogallo, sigla il gol del definitivo 1-1; si tratta di un gol storico, in quanto è la prima marcatura in assoluto di un giocatore islandese in una grande competizione internazionale. Segna il suo secondo gol nel quarto di finale contro la Francia disputando un'ottima partita nonostante la sconfitta 5-2.
Dopo avere segnato una rete nelle qualificazioni ai Mondiali 2018 nello 0-3 contro la Turchia, viene convocato per la manifestazione iridata in cui disputa tutte e 3 le gare della squadra che è stata eliminata al primo turno.
Il 5 settembre 2021 raggiunge quota 100 presenze in nazionale in occasione del pareggio per 2-2 contro la Macedonia del Nord. L'11 novembre seguente raggiunge quota 104 presenze in nazionale eguagliando il record di partite giocate con gli islandesi precedentemente detenuto da Rúnar Kristinsson in occasione della sfida pareggiata 0-0 in casa della Romania. Tre giorni dopo diventa il capolista solitario partendo titolare nella sconfitta per 3-1 in casa della Macedonia del Nord.

## Statistiche

### Presenze e reti nei club
Statistiche aggiornate al 14 maggio 2025.
| Stagione           | Squadra            | Campionato         | Campionato | Campionato | Coppe nazionali | Coppe nazionali | Coppe nazionali | Coppe continentali | Coppe continentali | Coppe continentali | Altre coppe | Altre coppe | Altre coppe | Totale | Totale |
| Stagione           | Squadra            | Comp               | Pres       | Reti       | Comp            | Pres            | Reti            | Comp               | Pres               | Reti               | Comp        | Pres        | Reti        | Pres   | Reti   |
| ------------------ | ------------------ | ------------------ | ---------- | ---------- | --------------- | --------------- | --------------- | ------------------ | ------------------ | ------------------ | ----------- | ----------- | ----------- | ------ | ------ |
| 2005               | Viking             | ES                 | 0          | 0          | CN              | 0               | 0               | CU                 | 1                  | 0                  | -           | -           | -           | 1      | 0      |
| 2006               | Viking             | ES                 | 16         | 1          | CN              | 2               | 0               | -                  | -                  | -                  | -           | -           | -           | 18     | 1      |
| 2007               | Viking             | ES                 | 6          | 0          | CN              | 1               | 0               | -                  | -                  | -                  | -           | -           | -           | 7      | 0      |
| 2008               | Bodø/Glimt         | ES                 | 22         | 5          | CN              | 4               | 0               | -                  | -                  | -                  | -           | -           | -           | 26     | 5      |
| 2009               | Viking             | ES                 | 30         | 7          | CN              | 3               | 0               | -                  | -                  | -                  | -           | -           | -           | 33     | 7      |
| 2010               | Viking             | ES                 | 25         | 8          | CN              | 5               | 2               | -                  | -                  | -                  | -           | -           | -           | 30     | 10     |
| 2011               | Viking             | ES                 | 25         | 0          | CN              | 5               | 1               | -                  | -                  | -                  | -           | -           | -           | 30     | 1      |
| gen.-giu. 2012     | Standard Liegi     | D1                 | 10+6       | 0          | CB              | 1               | 0               | UEL                | 3                  | 0                  | -           | -           | -           | 20     | 0      |
| 2012-2013          | Pescara            | A                  | 24         | 2          | CI              | 1               | 0               | -                  | -                  | -                  | -           | -           | -           | 25     | 2      |
| ago. 2013          | Pescara            | B                  | 1          | 0          | CI              | 2               | 0               | -                  | -                  | -                  | -           | -           | -           | 3      | 0      |
| ago. 2013-2014     | Sampdoria          | A                  | 14         | 0          | CI              | 2               | 1               | -                  | -                  | -                  | -           | -           | -           | 16     | 1      |
| 2014-2015          | Pescara            | B                  | 35+4       | 10+2       | CI              | 3               | 0               | -                  | -                  | -                  | -           | -           | -           | 42     | 12     |
| Totale Pescara     | Totale Pescara     | Totale Pescara     | 60+4       | 12+2       |                 | 6               | 0               |                    | -                  | -                  |             | -           | -           | 70     | 14     |
| 2015-2016          | Basilea            | SL                 | 29         | 10         | CS              | 1               | 0               | UCL+UEL            | 4+10               | 1+2                | -           | -           | -           | 44     | 13     |
| 2016-gen. 2017     | Basilea            | SL                 | 13         | 4          | CS              | 2               | 0               | UCL                | 5                  | 0                  | -           | -           | -           | 20     | 4      |
| Totale Basilea     | Totale Basilea     | Totale Basilea     | 42         | 14         |                 | 3               | 0               |                    | 19                 | 3                  |             | -           | -           | 64     | 17     |
| gen.-giu. 2017     | Aston Villa        | FLC                | 8          | 0          | FACup+CdL       | 0               | 0               | -                  | -                  | -                  | -           | -           | -           | 8      | 0      |
| 2017-2018          | Aston Villa        | FLC                | 23+2       | 3          | FACup+CdL       | 1+3             | 0+1             | -                  | -                  | -                  | -           | -           | -           | 29     | 4      |
| 2018-2019          | Aston Villa        | FLC                | 17         | 2          | FACup+CdL       | 0               | 0               | -                  | -                  | -                  | -           | -           | -           | 17     | 2      |
| Totale Aston Villa | Totale Aston Villa | Totale Aston Villa | 48+2       | 5          |                 | 4               | 1               |                    | -                  | -                  |             | -           | -           | 54     | 6      |
| 2019-gen. 2020     | Al-Arabi           | QSL                | 5          | 1          | EQC             | 3               | 0               | -                  | -                  | -                  | -           | -           | -           | 8      | 1      |
| gen.-ago. 2020     | Brescia            | A                  | 13         | 0          | CI              | 0               | 0               | -                  | -                  | -                  | -           | -           | -           | 13     | 0      |
| 2020-2021          | Brescia            | B                  | 26+1       | 6          | CI              | 0               | 0               | -                  | -                  | -                  | -           | -           | -           | 27     | 6      |
| 2021-2022          | Adana Demirspor    | SL                 | 32         | 5          | TK              | 1               | 2               | -                  | -                  | -                  | -           | -           | -           | 33     | 7      |
| 2022-mar. 2023     | Adana Demirspor    | SL                 | 9          | 0          | TK              | 3               | 0               | -                  | -                  | -                  | -           | -           | -           | 12     | 0      |
| Adana Demirspor    | Adana Demirspor    | Adana Demirspor    | 41         | 5          |                 | 4               | 2               |                    | -                  | -                  |             | -           | -           | 45     | 7      |
| mar.-ago. 2023     | Viking             | ES                 | 11         | 2          | CN              | 4               | 3               | -                  | -                  | -                  | -           | -           | -           | 15     | 5      |
| Totale Viking      | Totale Viking      | Totale Viking      | 113        | 18         |                 | 20              | 6               |                    | 1                  | 0                  |             | -           | -           | 134    | 24     |
| 2023-2024          | Brescia            | B                  | 37+1       | 5          | -               | -               | -               | -                  | -                  | -                  | -           | -           | -           | 38     | 5      |
| 2024-2025          | Brescia            | B                  | 27         | 4          | CI              | 0               | 0               | -                  | -                  | -                  | -           | -           | -           | 27     | 4      |
| Totale Brescia     | Totale Brescia     | Totale Brescia     | 103+2      | 15         |                 | 0               | 0               |                    | -                  | -                  |             | -           | -           | 105    | 15     |
| Totale carriera    | Totale carriera    | Totale carriera    | 472        | 77         |                 | 47              | 10              |                    | 23                 | 3                  |             | -           | -           | 542    | 90     |

### Cronologia presenze e reti in nazionale
| Cronologia completa delle presenze e delle reti in nazionale ― Islanda | Cronologia completa delle presenze e delle reti in nazionale ― Islanda | Cronologia completa delle presenze e delle reti in nazionale ― Islanda | Cronologia completa delle presenze e delle reti in nazionale ― Islanda | Cronologia completa delle presenze e delle reti in nazionale ― Islanda | Cronologia completa delle presenze e delle reti in nazionale ― Islanda | Cronologia completa delle presenze e delle reti in nazionale ― Islanda | Cronologia completa delle presenze e delle reti in nazionale ― Islanda |
| Data                                                                   | Città                                                                  | In casa                                                                | Risultato                                                              | Ospiti                                                                 | Competizione                                                           | Reti                                                                   | Note                                                                   |
| ---------------------------------------------------------------------- | ---------------------------------------------------------------------- | ---------------------------------------------------------------------- | ---------------------------------------------------------------------- | ---------------------------------------------------------------------- | ---------------------------------------------------------------------- | ---------------------------------------------------------------------- | ---------------------------------------------------------------------- |
| 29-5-2010                                                              | Reykjavík                                                              | Islanda                                                                | 4 – 0                                                                  | Andorra                                                                | Amichevole                                                             | -                                                                      |                                                                        |
| 3-9-2010                                                               | Reykjavík                                                              | Islanda                                                                | 1 – 2                                                                  | Norvegia                                                               | Qual. Euro 2012                                                        | -                                                                      | 76’                                                                    |
| 7-9-2010                                                               | Copenaghen                                                             | Danimarca                                                              | 1 – 0                                                                  | Islanda                                                                | Qual. Euro 2012                                                        | -                                                                      | 90+2’                                                                  |
| 17-11-2010                                                             | Tel Aviv                                                               | Israele                                                                | 3 – 2                                                                  | Islanda                                                                | Amichevole                                                             | -                                                                      | 78’                                                                    |
| 26-3-2011                                                              | Nicosia                                                                | Cipro                                                                  | 0 – 0                                                                  | Islanda                                                                | Qual. Euro 2012                                                        | -                                                                      | 90+1’                                                                  |
| 10-8-2011                                                              | Budapest                                                               | Ungheria                                                               | 4 – 0                                                                  | Islanda                                                                | Amichevole                                                             | -                                                                      |                                                                        |
| 2-9-2011                                                               | Oslo                                                                   | Norvegia                                                               | 1 – 0                                                                  | Islanda                                                                | Qual. Euro 2012                                                        | -                                                                      | 90’                                                                    |
| 6-9-2011                                                               | Reykjavík                                                              | Islanda                                                                | 1 – 0                                                                  | Cipro                                                                  | Qual. Euro 2012                                                        | -                                                                      | 17’ 84’                                                                |
| 7-10-2011                                                              | Porto                                                                  | Portogallo                                                             | 5 – 3                                                                  | Islanda                                                                | Qual. Euro 2012                                                        | -                                                                      |                                                                        |
| 29-2-2012                                                              | Podgorica                                                              | Montenegro                                                             | 2 – 1                                                                  | Islanda                                                                | Amichevole                                                             | -                                                                      | 74’                                                                    |
| 27-5-2012                                                              | Valenciennes                                                           | Francia                                                                | 3 – 2                                                                  | Islanda                                                                | Amichevole                                                             | 1                                                                      |                                                                        |
| 30-5-2012                                                              | Göteborg                                                               | Svezia                                                                 | 3 – 2                                                                  | Islanda                                                                | Amichevole                                                             | -                                                                      | 80’                                                                    |
| 15-8-2012                                                              | Reykjavík                                                              | Islanda                                                                | 2 – 0                                                                  | Fær Øer                                                                | Amichevole                                                             | -                                                                      | 17’                                                                    |
| 7-9-2012                                                               | Reykjavík                                                              | Islanda                                                                | 2 – 0                                                                  | Norvegia                                                               | Qual. Mondiali 2014                                                    | -                                                                      |                                                                        |
| 11-9-2012                                                              | Larnaca                                                                | Cipro                                                                  | 1 – 0                                                                  | Islanda                                                                | Qual. Mondiali 2014                                                    | -                                                                      |                                                                        |
| 12-10-2012                                                             | Tirana                                                                 | Albania                                                                | 1 – 2                                                                  | Islanda                                                                | Qual. Mondiali 2014                                                    | 1                                                                      | 85’                                                                    |
| 16-10-2012                                                             | Reykjavík                                                              | Islanda                                                                | 0 – 2                                                                  | Svizzera                                                               | Qual. Mondiali 2014                                                    | -                                                                      |                                                                        |
| 14-11-2012                                                             | Andorra la Vella                                                       | Andorra                                                                | 0 – 2                                                                  | Islanda                                                                | Amichevole                                                             | -                                                                      |                                                                        |
| 6-2-2013                                                               | Reykjavík                                                              | Islanda                                                                | 0 – 2                                                                  | Russia                                                                 | Amichevole                                                             | -                                                                      |                                                                        |
| 22-3-2013                                                              | Lubiana                                                                | Slovenia                                                               | 1 – 2                                                                  | Islanda                                                                | Qual. Mondiali 2014                                                    | -                                                                      |                                                                        |
| 7-6-2013                                                               | Reykjavík                                                              | Islanda                                                                | 2 – 4                                                                  | Slovenia                                                               | Qual. Mondiali 2014                                                    | 1                                                                      |                                                                        |
| 14-8-2013                                                              | Reykjavík                                                              | Islanda                                                                | 1 – 0                                                                  | Fær Øer                                                                | Amichevole                                                             | -                                                                      |                                                                        |
| 6-9-2013                                                               | Berna                                                                  | Svizzera                                                               | 4 – 4                                                                  | Islanda                                                                | Qual. Mondiali 2014                                                    | -                                                                      |                                                                        |
| 10-9-2013                                                              | Reykjavík                                                              | Islanda                                                                | 2 – 1                                                                  | Albania                                                                | Qual. Mondiali 2014                                                    | 1                                                                      |                                                                        |
| 11-10-2013                                                             | Reykjavík                                                              | Islanda                                                                | 2 – 0                                                                  | Cipro                                                                  | Qual. Mondiali 2014                                                    | -                                                                      |                                                                        |
| 15-10-2013                                                             | Oslo                                                                   | Norvegia                                                               | 1 – 1                                                                  | Islanda                                                                | Qual. Mondiali 2014                                                    | -                                                                      |                                                                        |
| 15-11-2013                                                             | Reykjavík                                                              | Islanda                                                                | 0 – 0                                                                  | Croazia                                                                | Qual. Mondiali 2014                                                    | -                                                                      |                                                                        |
| 19-11-2013                                                             | Zagabria                                                               | Croazia                                                                | 2 – 0                                                                  | Islanda                                                                | Qual. Mondiali 2014                                                    | -                                                                      |                                                                        |
| 5-3-2014                                                               | Cardiff                                                                | Galles                                                                 | 3 – 1                                                                  | Islanda                                                                | Amichevole                                                             | -                                                                      | 46’                                                                    |
| 30-5-2014                                                              | Innsbruck                                                              | Austria                                                                | 1 – 1                                                                  | Islanda                                                                | Amichevole                                                             | -                                                                      | 79’                                                                    |
| 4-6-2014                                                               | Reykjavík                                                              | Islanda                                                                | 1 – 0                                                                  | Estonia                                                                | Amichevole                                                             | -                                                                      |                                                                        |
| 9-9-2014                                                               | Reykjavík                                                              | Islanda                                                                | 3 – 0                                                                  | Turchia                                                                | Qual. Euro 2016                                                        | -                                                                      | 70’                                                                    |
| 10-10-2014                                                             | Riga                                                                   | Lettonia                                                               | 0 – 3                                                                  | Islanda                                                                | Qual. Euro 2016                                                        | -                                                                      |                                                                        |
| 13-10-2014                                                             | Reykjavík                                                              | Islanda                                                                | 2 – 0                                                                  | Paesi Bassi                                                            | Qual. Euro 2016                                                        | -                                                                      |                                                                        |
| 12-11-2014                                                             | Bruxelles                                                              | Belgio                                                                 | 3 – 1                                                                  | Islanda                                                                | Amichevole                                                             | -                                                                      | 46’                                                                    |
| 16-11-2014                                                             | Plzeň                                                                  | Rep. Ceca                                                              | 2 – 1                                                                  | Islanda                                                                | Qual. Euro 2016                                                        | -                                                                      | 77’                                                                    |
| 28-3-2015                                                              | Astana                                                                 | Kazakistan                                                             | 0 – 3                                                                  | Islanda                                                                | Qual. Euro 2016                                                        | 2                                                                      |                                                                        |
| 12-6-2015                                                              | Reykjavík                                                              | Islanda                                                                | 2 – 1                                                                  | Rep. Ceca                                                              | Qual. Euro 2016                                                        | -                                                                      |                                                                        |
| 3-9-2015                                                               | Amsterdam                                                              | Paesi Bassi                                                            | 0 – 1                                                                  | Islanda                                                                | Qual. Euro 2016                                                        | -                                                                      |                                                                        |
| 6-9-2015                                                               | Reykjavík                                                              | Islanda                                                                | 0 – 0                                                                  | Kazakistan                                                             | Qual. Euro 2016                                                        | -                                                                      |                                                                        |
| 10-10-2015                                                             | Reykjavík                                                              | Islanda                                                                | 2 – 2                                                                  | Lettonia                                                               | Qual. Euro 2016                                                        | -                                                                      |                                                                        |
| 13-10-2015                                                             | Konya                                                                  | Turchia                                                                | 1 – 0                                                                  | Islanda                                                                | Qual. Euro 2016                                                        | -                                                                      |                                                                        |
| 13-11-2015                                                             | Varsavia                                                               | Polonia                                                                | 4 – 2                                                                  | Islanda                                                                | Amichevole                                                             | -                                                                      | 46’                                                                    |
| 17-11-2015                                                             | Žilina                                                                 | Slovacchia                                                             | 3 – 1                                                                  | Islanda                                                                | Amichevole                                                             | -                                                                      | 10’                                                                    |
| 24-3-2016                                                              | Herning                                                                | Danimarca                                                              | 2 – 1                                                                  | Islanda                                                                | Amichevole                                                             | -                                                                      | 72’                                                                    |
| 29-3-2016                                                              | Atene                                                                  | Grecia                                                                 | 2 – 3                                                                  | Islanda                                                                | Amichevole                                                             | -                                                                      | 46’ 56’                                                                |
| 1-6-2016                                                               | Oslo                                                                   | Norvegia                                                               | 3 – 2                                                                  | Islanda                                                                | Amichevole                                                             | -                                                                      | 46’                                                                    |
| 14-6-2016                                                              | Saint-Étienne                                                          | Portogallo                                                             | 1 – 1                                                                  | Islanda                                                                | Euro 2016 - 1º turno                                                   | 1                                                                      | 55’                                                                    |
| 18-6-2016                                                              | Marsiglia                                                              | Islanda                                                                | 1 – 1                                                                  | Ungheria                                                               | Euro 2016 - 1º turno                                                   | -                                                                      |                                                                        |
| 22-6-2016                                                              | Saint-Denis                                                            | Islanda                                                                | 2 – 1                                                                  | Austria                                                                | Euro 2016 - 1º turno                                                   | -                                                                      |                                                                        |
| 27-6-2016                                                              | Nizza                                                                  | Inghilterra                                                            | 1 – 2                                                                  | Islanda                                                                | Euro 2016 - Ottavi di finale                                           | -                                                                      |                                                                        |
| 3-7-2016                                                               | Saint-Denis                                                            | Francia                                                                | 5 – 2                                                                  | Islanda                                                                | Euro 2016 - Quarti di finale                                           | 1                                                                      | 58’                                                                    |
| 5-9-2016                                                               | Kiev                                                                   | Ucraina                                                                | 1 – 1                                                                  | Islanda                                                                | Qual. Mondiali 2018                                                    | -                                                                      | 75’                                                                    |
| 6-10-2016                                                              | Reykjavík                                                              | Islanda                                                                | 3 – 2                                                                  | Finlandia                                                              | Qual. Mondiali 2018                                                    | -                                                                      |                                                                        |
| 9-10-2016                                                              | Reykjavík                                                              | Islanda                                                                | 2 – 0                                                                  | Turchia                                                                | Qual. Mondiali 2018                                                    | -                                                                      | 76’ 86’                                                                |
| 12-11-2016                                                             | Zagabria                                                               | Croazia                                                                | 2 – 0                                                                  | Islanda                                                                | Qual. Mondiali 2018                                                    | -                                                                      |                                                                        |
| 15-11-2016                                                             | Ta' Qali                                                               | Malta                                                                  | 0 – 2                                                                  | Islanda                                                                | Amichevole                                                             | -                                                                      | 58’                                                                    |
| 11-6-2017                                                              | Reykjavík                                                              | Islanda                                                                | 1 – 0                                                                  | Croazia                                                                | Qual. Mondiali 2018                                                    | -                                                                      | 81’                                                                    |
| 2-9-2017                                                               | Tampere                                                                | Finlandia                                                              | 1 – 0                                                                  | Islanda                                                                | Qual. Mondiali 2018                                                    | -                                                                      |                                                                        |
| 5-9-2017                                                               | Reykjavík                                                              | Islanda                                                                | 2 – 0                                                                  | Ucraina                                                                | Qual. Mondiali 2018                                                    | -                                                                      |                                                                        |
| 6-10-2017                                                              | Eskişehir                                                              | Turchia                                                                | 0 – 3                                                                  | Islanda                                                                | Qual. Mondiali 2018                                                    | 1                                                                      |                                                                        |
| 9-10-2017                                                              | Reykjavík                                                              | Islanda                                                                | 2 – 0                                                                  | Kosovo                                                                 | Qual. Mondiali 2018                                                    | -                                                                      |                                                                        |
| 8-11-2017                                                              | Doha                                                                   | Islanda                                                                | 1 – 2                                                                  | Rep. Ceca                                                              | Amichevole                                                             | -                                                                      | 60’                                                                    |
| 24-3-2018                                                              | Santa Clara                                                            | Messico                                                                | 3 – 0                                                                  | Islanda                                                                | Amichevole                                                             | -                                                                      | 84’                                                                    |
| 28-3-2018                                                              | Lipsia                                                                 | Perù                                                                   | 3 – 1                                                                  | Islanda                                                                | Amichevole                                                             | -                                                                      | 55’ 77’                                                                |
| 2-6-2018                                                               | Reykjavík                                                              | Islanda                                                                | 2 – 3                                                                  | Norvegia                                                               | Amichevole                                                             | -                                                                      | 88’                                                                    |
| 7-6-2018                                                               | Reykjavík                                                              | Islanda                                                                | 2 – 2                                                                  | Ghana                                                                  | Amichevole                                                             | -                                                                      | 17’ 76’                                                                |
| 16-6-2018                                                              | Mosca                                                                  | Argentina                                                              | 1 – 1                                                                  | Islanda                                                                | Mondiali 2018 - 1º turno                                               | -                                                                      |                                                                        |
| 22-6-2018                                                              | Volgograd                                                              | Nigeria                                                                | 2 – 0                                                                  | Islanda                                                                | Mondiali 2018 - 1º turno                                               | -                                                                      |                                                                        |
| 26-6-2018                                                              | Rostov                                                                 | Islanda                                                                | 1 – 2                                                                  | Croazia                                                                | Mondiali 2018 - 1º turno                                               | -                                                                      | 90+1’                                                                  |
| 8-9-2018                                                               | San Gallo                                                              | Svizzera                                                               | 6 – 0                                                                  | Islanda                                                                | UEFA Nations League 2018-2019 - 1º turno                               | -                                                                      | 65’                                                                    |
| 11-9-2018                                                              | Reykjavík                                                              | Islanda                                                                | 0 – 3                                                                  | Belgio                                                                 | UEFA Nations League 2018-2019 - 1º turno                               | -                                                                      |                                                                        |
| 11-10-2018                                                             | Guingamp                                                               | Francia                                                                | 2 – 2                                                                  | Islanda                                                                | Amichevole                                                             | 1                                                                      |                                                                        |
| 15-10-2018                                                             | Reykjavík                                                              | Islanda                                                                | 1 – 2                                                                  | Svizzera                                                               | UEFA Nations League 2018-2019 - 1º turno                               | -                                                                      |                                                                        |
| 22-3-2019                                                              | Andorra la Vella                                                       | Andorra                                                                | 0 – 2                                                                  | Islanda                                                                | Qual. Euro 2020                                                        | 1                                                                      |                                                                        |
| 25-3-2019                                                              | Saint-Denis                                                            | Francia                                                                | 4 – 0                                                                  | Islanda                                                                | Qual. Euro 2020                                                        | -                                                                      | 51’                                                                    |
| 8-6-2019                                                               | Reykjavík                                                              | Islanda                                                                | 1 – 0                                                                  | Albania                                                                | Qual. Euro 2020                                                        | -                                                                      |                                                                        |
| 11-6-2019                                                              | Reykjavík                                                              | Islanda                                                                | 2 – 1                                                                  | Turchia                                                                | Qual. Euro 2020                                                        | -                                                                      | 72’                                                                    |
| 7-9-2019                                                               | Reykjavík                                                              | Islanda                                                                | 3 – 0                                                                  | Moldavia                                                               | Qual. Euro 2020                                                        | 1                                                                      | 78’                                                                    |
| 10-9-2019                                                              | Elbasan                                                                | Albania                                                                | 4 – 2                                                                  | Islanda                                                                | Qual. Euro 2020                                                        | -                                                                      | 71’                                                                    |
| 11-10-2019                                                             | Reykjavík                                                              | Islanda                                                                | 0 – 1                                                                  | Francia                                                                | Qual. Euro 2020                                                        | -                                                                      |                                                                        |
| 14-10-2019                                                             | Reykjavík                                                              | Islanda                                                                | 2 – 0                                                                  | Andorra                                                                | Qual. Euro 2020                                                        | -                                                                      | 70’                                                                    |
| 14-11-2019                                                             | Istanbul                                                               | Turchia                                                                | 0 – 0                                                                  | Islanda                                                                | Qual. Euro 2020                                                        | -                                                                      |                                                                        |
| 17-11-2019                                                             | Chișinău                                                               | Moldavia                                                               | 1 – 2                                                                  | Islanda                                                                | Qual. Euro 2020                                                        | 1                                                                      | 19’ 87’                                                                |
| 5-9-2020                                                               | Reykjavík                                                              | Islanda                                                                | 0 – 1                                                                  | Inghilterra                                                            | UEFA Nations League 2020-2021 - 1º turno                               | -                                                                      |                                                                        |
| 8-9-2020                                                               | Bruxelles                                                              | Belgio                                                                 | 5 – 1                                                                  | Islanda                                                                | UEFA Nations League 2020-2021 - 1º turno                               | -                                                                      |                                                                        |
| 8-10-2020                                                              | Reykjavík                                                              | Islanda                                                                | 2 – 1                                                                  | Romania                                                                | Qual. Euro 2020                                                        | -                                                                      |                                                                        |
| 11-10-2020                                                             | Reykjavík                                                              | Islanda                                                                | 0 – 3                                                                  | Danimarca                                                              | UEFA Nations League 2020-2021 - 1º turno                               | -                                                                      |                                                                        |
| 14-10-2020                                                             | Reykjavík                                                              | Islanda                                                                | 1 – 2                                                                  | Belgio                                                                 | UEFA Nations League 2020-2021 - 1º turno                               | -                                                                      | cap.                                                                   |
| 12-11-2020                                                             | Budapest                                                               | Ungheria                                                               | 2 – 1                                                                  | Islanda                                                                | Qual. Euro 2020                                                        | -                                                                      |                                                                        |
| 15-11-2020                                                             | Copenaghen                                                             | Danimarca                                                              | 2 – 1                                                                  | Islanda                                                                | UEFA Nations League 2020-2021 - 1º turno                               | -                                                                      | 46’                                                                    |
| 18-11-2020                                                             | Londra                                                                 | Inghilterra                                                            | 4 – 0                                                                  | Islanda                                                                | UEFA Nations League 2020-2021 - 1º turno                               | -                                                                      | 88’                                                                    |
| 25-3-2021                                                              | Duisburg                                                               | Germania                                                               | 3 – 0                                                                  | Islanda                                                                | Qual. Mondiali 2022                                                    | -                                                                      |                                                                        |
| 28-3-2021                                                              | Erevan                                                                 | Armenia                                                                | 2 – 0                                                                  | Islanda                                                                | Qual. Mondiali 2022                                                    | -                                                                      | 84’                                                                    |
| 31-3-2021                                                              | Vaduz                                                                  | Liechtenstein                                                          | 1 – 4                                                                  | Islanda                                                                | Qual. Mondiali 2022                                                    | 1                                                                      | 46’                                                                    |
| 29-5-2021                                                              | Arlington                                                              | Messico                                                                | 2 – 1                                                                  | Islanda                                                                | Amichevole                                                             | -                                                                      | 80’                                                                    |
| 4-6-2021                                                               | Tórshavn                                                               | Fær Øer                                                                | 0 – 1                                                                  | Islanda                                                                | Amichevole                                                             | -                                                                      | 78’                                                                    |
| 8-6-2021                                                               | Poznań                                                                 | Polonia                                                                | 2 – 2                                                                  | Islanda                                                                | Amichevole                                                             | -                                                                      |                                                                        |
| 2-9-2021                                                               | Reykjavík                                                              | Islanda                                                                | 0 – 2                                                                  | Romania                                                                | Qual. Mondiali 2022                                                    | -                                                                      |                                                                        |
| 5-9-2021                                                               | Reykjavík                                                              | Islanda                                                                | 2 – 2                                                                  | Macedonia del Nord                                                     | Qual. Mondiali 2022                                                    | -                                                                      |                                                                        |
| 8-9-2021                                                               | Reykjavík                                                              | Islanda                                                                | 0 – 4                                                                  | Germania                                                               | Qual. Mondiali 2022                                                    | -                                                                      | 33’                                                                    |
| 8-10-2021                                                              | Reykjavík                                                              | Islanda                                                                | 1 – 1                                                                  | Armenia                                                                | Qual. Mondiali 2022                                                    | -                                                                      | Cap.                                                                   |
| 11-10-2021                                                             | Reykjavík                                                              | Islanda                                                                | 4 – 0                                                                  | Liechtenstein                                                          | Qual. Mondiali 2022                                                    | -                                                                      | Cap.                                                                   |
| 11-11-2021                                                             | Bucarest                                                               | Romania                                                                | 0 – 0                                                                  | Islanda                                                                | Qual. Mondiali 2022                                                    | -                                                                      | Cap.                                                                   |
| 14-11-2021                                                             | Skopje                                                                 | Macedonia del Nord                                                     | 3 – 1                                                                  | Islanda                                                                | Qual. Mondiali 2022                                                    | -                                                                      | Cap. 29’                                                               |
| 26-3-2022                                                              | Murcia                                                                 | Finlandia                                                              | 1 – 1                                                                  | Islanda                                                                | Amichevole                                                             | 1                                                                      | Cap. 62’                                                               |
| 29-3-2022                                                              | La Coruña                                                              | Spagna                                                                 | 5 – 0                                                                  | Islanda                                                                | Amichevole                                                             | -                                                                      | Cap.                                                                   |
| 2-6-2022                                                               | Haifa                                                                  | Israele                                                                | 2 – 2                                                                  | Islanda                                                                | UEFA Nations League 2022-2023 - 1º turno                               | -                                                                      | Cap. 79’ 89’                                                           |
| 10-6-2022                                                              | Tirana                                                                 | Albania                                                                | 1 – 2                                                                  | Israele                                                                | UEFA Nations League 2022-2023 - 1º turno                               | -                                                                      | cap. 74’                                                               |
| 13-6-2022                                                              | Reykjavík                                                              | Islanda                                                                | 2 – 2                                                                  | Israele                                                                | UEFA Nations League 2022-2023 - 1º turno                               | -                                                                      | cap. 78’                                                               |
| 22-9-2022                                                              | Maria Enzersdorf                                                       | Venezuela                                                              | 0 – 1                                                                  | Islanda                                                                | Amichevole                                                             | -                                                                      | cap.                                                                   |
| 27-9-2022                                                              | Tirana                                                                 | Albania                                                                | 1 – 1                                                                  | Islanda                                                                | UEFA Nations League 2022-2023 - 1º turno                               | -                                                                      | 58’                                                                    |
| 16-11-2022                                                             | Kaunas                                                                 | Lituania                                                               | 0 – 0 (5 - 6 dtr)                                                      | Islanda                                                                | Coppa del Baltico 2022                                                 | -                                                                      | Cap. 82’                                                               |
| Totale                                                                 |                                                                        | Presenze (1º posto)                                                    | 113                                                                    |                                                                        | Reti (5º posto)                                                        | 15                                                                     |                                                                        |

## Palmarès

### Club

#### Competizioni nazionali
- Campionato svizzero: 1

Basilea: 2015-2016